# 毛花长叶微孔草
毛花长叶微孔草（学名：Microula trichocarpa var. lasiantha）为紫草科微孔草属长叶微孔草的变种，为中国的特有植物。分布于中国大陆的四川等地，生长于海拔3,500米至3,600米的地区，多生长在山地泠杉林下和林边，目前尚未由人工引种栽培。